# Permira
Permira è una società di private equity globale con sede a Londra. Fornisce capitale sotto forma di private equity e di debito al fine di supportare la crescita delle imprese, focalizzandosi principalmente sul settore tecnologico, dei beni di consumo, dei servizi e della sanità.

## Storia
Negli anni '80, la società di asset management britannica J. Henry Schroder Wagg ha istituito dei fondi di private equity per finanziare i management buyout. I fondi erano attivi in diversi Paesi europei e giuridicamente indipendenti. Nel 1996, i dipendenti di Schroder Ventures di Germania, Francia, Italia e Regno Unito si è unito per formare Schroder Ventures Europe. La nuova società è stata successivamente rinominata Permira.
Negli anni '90 e 2000, Permira è cresciuta fino a diventare la più grande società europea di private equity. Nel 2002 è stato aperto il primo ufficio negli Stati Uniti e dal 2008 l'azienda è rappresentata anche in Cina e Giappone. Oggi Permira ha 16 uffici in centri finanziari ed economici.

## Investimenti
Permira è costituita da varie entità in diversi Paesi del mondo, tra cui la società italiana Permira Associati. La società britannica Permira Holdings Limited funge da holding e ha sede legale a Saint Peter Port, nell'isola di Guernsey. Permira è organizzata sotto la forma giuridica di partnership, ossia è di proprietà dei suoi dipendenti partner.
Dalla sua nascita, i fondi di private equity di Permira hanno investito in oltre 300 società. Una percentuale significativa proviene dal settore tecnologico e più della metà ha sede in Europa. In Italia, questi includono Golden Goose, Kedrion e La Piadineria.